# Je me casse
«Je me casse» (вимовляється: [ʒə mə kas] ; англ. I Break Off, Я розриваю стосунки) — пісня мальтійської співачки Destiny, яка представлятиме Мальту на Євробаченні 2021 року . Пісню написали та склали Амануель Дермонт, Малін Крістін, Ніклас Еклунд та Піт Баррінгер.

## Конкурс пісні Євробачення
Пісня була обрана для того, щоб представляти Мальту на Євробаченні 2021, після того, як Destiny була обрана національним мовником. У півфіналі конкурсу 2021 року буде представлений той самий склад країн, який визначений жеребкуванням півфіналу конкурсу 2020 року. Мальта потрапила в перший півфінал, який відбудеться 18 травня 2021 року.

## Випуск та просування
«Je me casse» доступна для цифрового завантаження та потокового передавання від Jagged House 22 березня 2021 року.

## Чарти
| Чарт (2021)           | Пік |
| --------------------- | --- |
| Мальта (Radiomonitor) | 5   |